# Quatre Tigres Asiàtics

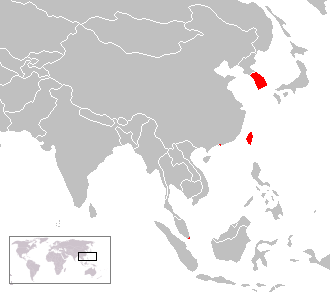
Els Quatre Tigres Asiàtics

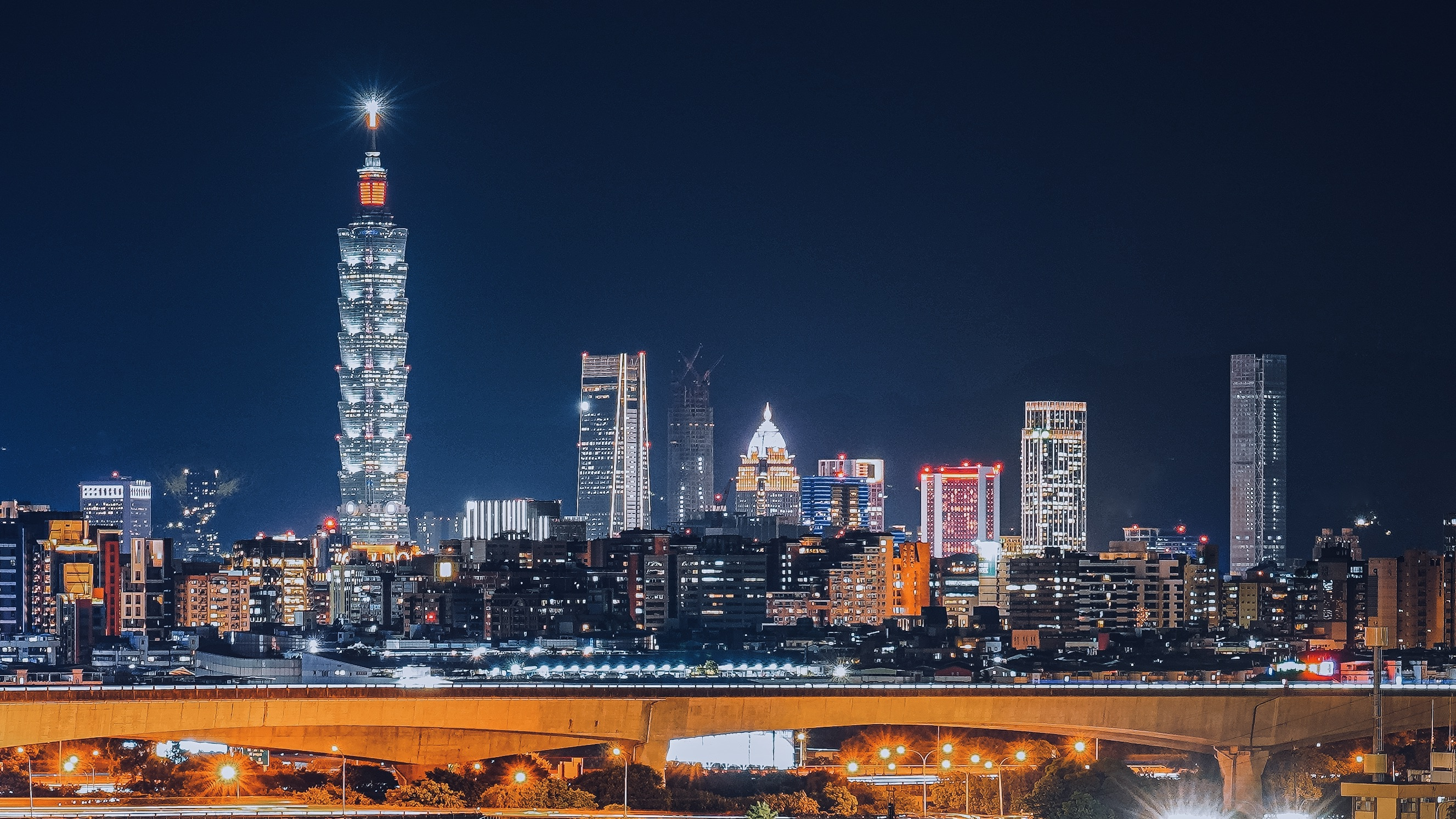
Taipei, Taiwan

Els Quatre Tigres Asiàtics, també coneguts com a quatre petits dracs asiàtics en xinès i coreà (en xinès tradicional: 亞洲四小龍; en xinès simplificat: 亚洲四小龙; en pinyin: Yàzhōu sì xiǎolóng), són quatre economies d'Àsia—Corea del Sud, Hong Kong, Singapur i Taiwan—que experimentaren un sorprenent creixement econòmic sostingut per més de dues dècades. Aquest alt creixement el comencem a veure a mitjan dècada dels 1960 i arriba fins als 1990. En l'actualitat, són considerats territoris desenvolupats econòmicament.
Aquests països o territoris s'enfocaren en el desenvolupament de béns per a l'exportació a les nacions industrialitzades, i no per al consum intern, i per tant, experimentaren excedents comercials. A més, els Quatre Tigres Asiàtics promogueren l'educació en tots els nivells com a mètode per a incrementar la productivitat. Ja que estos quatre països o territoris eren molt pobres durant la dècada de 1960, tenien un avantatge comparatiu en mà d'obra barata. Açò i les reformes educatives, permeteren que la força laboral fos no només competitiva en preu sinó en productivitat. També promogueren la igualtat per mitjà de les reformes agràries que incloïen el dret a les propietats, així com subsidis especials.
Els Quatre Tigres Asiàtics, també coneguts com els Quatre Dragons Petits d'Àsia (아시아의 네 마리 호랑이 en coreà), experimentaren taxes de creixement econòmic sorprenents—fins i tot de dos dígits—durant les dècades de 1960 a 1980. Tanmateix, tots quatre tingueren governs no democràtics o autoritaris durant els primers anys de la seua expansió econòmica.